# Helmut Christian Reiche
Helmut Christian Reiche, besser bekannt unter seinem Pseudonym Christian Ryke (* 27. Juni 1913 in Wichmannsdorf, heute Boitzenburger Land, Mark Brandenburg; † 25. August 1993) war ein deutscher Jurist, Anwalt und Richter. Populär wurde er als Autor des Buches Wie die Orgelpfeifen – Heitere Geschichte einer kinderreichen Familie.
Helmut Christian Reiche war das Älteste von elf Kindern eines evangelischen Pfarrers und einer Konzertsängerin und wuchs mit seinen sechs Brüdern und vier Schwestern in dem kleinen Ort Wichmannsdorf in der Mark Brandenburg auf. Das Gymnasium besuchte er in Templin. 1927 zog die Familie nach Heegermühle um. Später lebte und arbeitete Helmut Christian Reiche als promovierter Jurist, Anwalt und Richter in Frankfurt am Main.
Angeblich zum 70. Geburtstag seiner Mutter schrieb er seine Kindheitserinnerungen über das dörfliche Leben einer großen Pfarrersfamilie, in der immer etwas los ist und spannende Abenteuer erlebt werden. Das Buch Wie die Orgelpfeifen – Heitere Geschichte einer kinderreichen Familie kam im Jahre 1954 in zwei Bänden erstmals heraus, wurde von verschiedenen Verlagen immer wieder neu aufgelegt und ist auch heute noch erhältlich. Bei dem Pseudonym Christian Ryke soll es sich um den alten Familiennamen handeln.

## Werk
- Christian Ryke: Wie die Orgelpfeifen – Heitere Geschichte einer kinderreichen Familie. 12. Auflage. Quell-Verlag, Gütersloh 2000, ISBN 3-579-03452-9.